# Wesley Chapel (Carolina do Norte)
Wesley Chapel é uma vila localizada no estado norte-americano de Carolina do Norte, no Condado de Union.

## Demografia
Segundo o censo norte-americano de 2000, a sua população era de 2549 habitantes.
Em 2006, foi estimada uma população de 3625, um aumento de 1076 (42.2%).

## Geografia
De acordo com o United States Census Bureau tem uma área de
21,8 km², dos quais 21,8 km² cobertos por terra e 0,0 km² cobertos por água.

## Localidades na vizinhança
O diagrama seguinte representa as localidades num raio de 12 km ao redor de Wesley Chapel.